# B
Bは、ラテン文字（アルファベット）の2番目の文字。小文字は b 。ギリシャ文字のΒ（ベータ）に由来し、キリル文字のВ、Бと同系の文字であり、Бに相当する。

## 字形
大きく分けて2つの字形が使われる。

筆記体

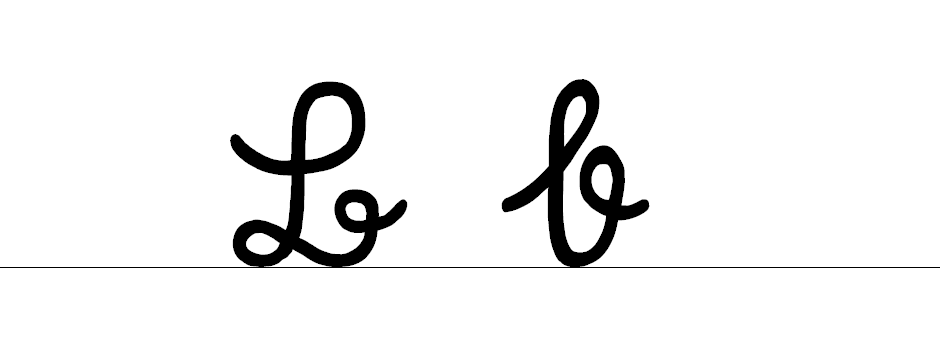
ジュッターリーン体

1. 縦線の右に半円を縦に2つ続けた形で、大文字に使われる。
2. 縦線の下部に右に円ないし半円を1つ付けた形で、小文字に使われる。

またフラクトゥールでは{\displaystyle {\mathfrak {B\ b}}}のようである。
大文字は、数字の 8 と紛らわしいため、ラテンアルファベットの B は左に出張りを入れることがある。ラテンアルファベットを表示できるデジタル機器では、十四画ディスプレイで中央に縦線を入れて、8 と区別する。
小文字は、数字の 6 と紛らわしいため、筆記体で 𝒷 と表記する場合がある。また、桁の底が十を超える場合、十一を一字で表記するときは、大文字の B を用いる。例えば、
3a + 6𝒷 - Bc = 8a + 5𝒷
というように区別する。

## 呼称
- 拉・独・蘭・葡・洪・尼：ベー
- 越：ベー、ボー
- 仏・西・羅：ベ
- 伊：ビ
- 英: bee（ビー）
- エス：ボー
- 日：ビー [bʲiꜜː]

## 音価
この文字が表す音素 /b/ の音価は、有声両唇閉鎖音 [b] ないし、その類似の両唇音である。
- ドイツ語では語末や無声子音の前で無声化する。
- フランス語では語尾の b を黙字とする。英語でも語尾 mb のように b が黙字となる例がある (bombなど)。
- スペイン語の音素 /b/（bまたはvと書く）は、語頭では [b] であるが、語頭以外では弱化して有声両唇摩擦音 [β] で発音される。
- 中国語やその方言のピンインでは無気無声両唇破裂音の [p] を表す。
- 中国南方の方言では、広東省教育部門式の広東語ローマ字のように音節頭では無気無声両唇閉鎖音の [p] を表すが、音節末では両唇内破音 [p̚] を表す例もある。
- マレー語では音節頭では有声両唇閉鎖音の [b] を表すが、音節末での実際の発音は両唇内破音 [p̚] である[1]。
- ベトナム語では入破音の [ɓ] または声門閉鎖音と有声両唇閉鎖音を同時に発音する [ʔb] を表す。
- チワン語では、上記のベトナム語と同じ発音は mb と表記し、b は中国語と同じく無気無声両唇破裂音の [p] を表す。
- 日本語のローマ字表記では訓令式、ヘボン式共にバ行（ハ行濁音）の子音に用いられる。
- 朝鮮語のローマ字表記である文化観光部2000年式では有声音、無声音に関わらず初声のㅂに用いられる。マッキューン＝ライシャワー式では有声で発音されるㅂに用いられる。

## Bの意味

### 学術的な記号・単位
- ホウ素（硼素）の元素記号。
- 素粒子の一つボトム（もしくはビューティー）クォークの略号、b。
- 中間子の一つ、B中間子。
- B言語（プログラミング言語の一種）
- 十一を意味する数字。十六進法や二十進法など、十二進法以上(参照: 位取り記数法#Nが十を超過)において十一（十進法の11）を一桁で表すために用いられる。ただし、8 と紛らわしいために使用しない（特に十二進法で B を使用しない場合、十一を E と表記して、十を T または X と表記する）例もある。
- ABO式血液型の一つ。B型。
- 数学では一般に既知の数、集合、行列等を示す、Aに次ぐ文字として用いられる。
- b関数（英語版）
- ティッツ系におけるボレル部分群
- 大文字でボレル部分群、フラクトゥール小文字でボレル部分環
- 大文字で有界作用素の空間
- 大文字で（コ）バウンダリのなす部分加群
- 反応断面積の単位バーンを表す記号（小文字）。
- 圧力の単位バールを表す記号（小文字）。現在ではパスカル（記号は Pa、100 000 Pa = 1 b）が使われる。
- コンピュータの情報処理単位バイトを指す記号。Byteの頭文字を取った記号。
- コンピュータの情報処理単位ビットを指す記号。Bitの頭文字を取った記号。主に記録密度（bpiなど）や転送容量（bps）の単位として使われ、バイトと区別するために、小文字の b で表記されることが多い。
- 電気工学や振動・音響工学などで使用される単位ベル。基準電力に対する比の常用対数。通常はベル (B) ではなく、その10分の1のデシベル (dB) が用いられる。
- 光の三原色、RGBのうち藍 (Blue)。
- トランジスタの端子の一つ。ベース (Base)。
- 洋楽で用いられる音名の一つ（英米式、独式）。英米式のBは、イタリア式では「si」、日本式では「ロ」に相当し、また独式のBは、イタリア式の「si bemolle」、日本式の「変ロ」、中国式の「降B」に相当する（ドイツ語で日本の「ロ」に当たる文字はH）。尚、音楽の「シャープ」、「フラット」、「ナチュラル」の変化記号はこの文字に由来する。DTMでは、フォントの関係から、♭記号を小文字のbで代用することがある（その場合、音名のB（シ）は必ず大文字で表記される）。→ロ (音名)→変ロ
- Bモード。超音波検査における、検査方法方法の一つ。
- 電磁気学の分野では磁束密度を表す。
- ケッペンの気候区分の乾燥帯（亜熱帯）を表すB
- 学士 (Bachelor) の頭文字として使われる。B2と表記されれば学部2年生の意。
- 生年 (Birth year) の略字として使われる。b. 1945と表記されれば1945年生まれの意。

### その他の記号
- チェスの棋譜などでビショップを表し、将棋でも同じ動きをする角行をも表す。
- B級。殆どの場合、A級に次ぐクラスを意味する。転じて、いまいちな物や、好き嫌いの分かれる物などを指す時に使われることがある。
- 鉛筆の芯の硬さを表す記号。Blackの頭文字。HB (Hard Black) より軟らかく、以降軟らかくなるに従って2B、3B…となり、一番軟らかいのは10B。
- 日本産業規格（JIS）などで規定された紙のサイズ。B判。
- 鉄道の駅ナンバリングにおける路線記号。
  - JR釧網本線 (aBashiri)
  - 横浜市営地下鉄ブルーライン (Blue)
  - JR湖西線
  - 近鉄京都線・橿原線
  - 嵐電北野線
  - JR因美線
  - JR可部線 (Blue)
  - JR徳島線（よしの川ブルーライン）(Blue)
  - 熊本市電B系統 (B)
- ペッティングを指す隠語。Aはキス、Cはセックス。
- PC/AT互換機において、2台目のフロッピーディスク装置に割り当てられたドライブ番号。B:
- アメリカ合衆国における電池の種別を表す記号の一つ。電圧は45Vなど。
- 軍用航空機の形式で爆撃機を表すことが多い記号。Bomberの略。B-29、B-52、B-2など。
- 民間航空機の登録番号（レジスタ）における国籍表示でハイフン以下数字4桁なら中華人民共和国、数字5桁なら中華民国、ラテン文字3桁なら香港、マカオを表す。
- 航空機メーカーボーイングの略称。B747、B767など。エアバス旅客機の名称にあるA（例えばA300）とは異なり、正式なモデルナンバーや型式名ではない。
- 旧国鉄（現JR）の機関車で、動軸が2軸の形式に付される記号。B20、EB10などがあった。
- 文字書体のウェイト（線の太さ）で、通常より太い書体を表す。ボールド (bold)。
- 建物の階の表記で地階 (basement) の略。階上は1F、2Fと数字の後に付けるのに対して、地下はB1、B2と前に付く。ただし、英語ではfirst basement, second basement, …と数字を前に付けて言う。地下1階しかない場合、単にBとすることもある。
- アメリカ合衆国の女性歌手ビヨンセの愛称。
- 野球のテレビ中継画面や球場内電光掲示板における、ボールカウントの略表記 (Ball) →ボール (判定)
- 日本のプロ野球チーム・オリックス・バファローズの略号 (Buffaloes) 。
  - 前身の「阪急ブレーブス」→「オリックス・ブレーブス」の略号も同じであった (Braves) が、「オリックス・ブルーウェーブ」に改称後はBW、球団統合により「オリックス・バファローズ」に改称後は2018年までBsであった。
- スポーツの世界では、後衛（バック(Back)）を表す記号。
- バックストレッチ (Backstretch) - 陸上競技場・競馬場・競輪場などで、決勝線のある側と反対側（向こう正面）の略。BSとも。
- コンピュータエンターテインメントレーティング機構のレーティング表示において12歳以上対象を表す（2006年3月以降）。
- メルセデス・ベンツ・Bクラス。
- 「ブラボー」フォネティックコードの第二コード。
- ローマ地下鉄B線
- 日本の鉄道では、普通車に相当する寝台として、B寝台を意味する。
- ヨーロッパの鉄道では、二等車を意味する記号として、客車の形式に付けられる。
- ナミビアでは、国道を表す記号として、一桁の数字の前につけられる。
- 三菱UFJ銀行における、旧東京三菱店のこと。B店とも。英文名称が、Bank of Tokyo-Mitsubishiであることから、頭のBを取ってこう呼ぶ。
- 首都高速湾岸線の路線番号「Bayshore Route」の頭文字
- インターネット上で「OK」や「GOOD」を表すために用いることがある。これは、「b」が親指を立てたポーズに見えるためである。
- [幅、横幅]を[breadth]の頭文字のB,bの記号で表す。
- タナー段階における指標のひとつ、Breasts （乳房）。

### 番組・作品名
- 日本のロックバンド、SUPERCARのアルバム。→B (SUPERCARのアルバム)
- 毎日放送（MBSラジオ）のラジオ番組。→B (ラジオ番組)
- 日本のヴィジュアル系バンド、vistlipのシングル。→B (vistlipの曲)

## 符号位置
| 大文字 | Unicode | JIS X 0213 | 文字参照            | 小文字 | Unicode | JIS X 0213 | 文字参照            | 備考                     |
| ------ | ------- | ---------- | ------------------- | ------ | ------- | ---------- | ------------------- | ------------------------ |
| B      | U+0042  | 1-3-34     | &#x42; &#66;        | b      | U+0062  | 1-3-66     | &#x62; &#98;        | 半角                     |
| Ｂ     | U+FF22  | 1-3-34     | &#xFF22; &#65314;   | ｂ     | U+FF42  | 1-3-66     | &#xFF42; &#65346;   | 全角                     |
| Ⓑ      | U+24B7  | ‐          | &#x24B7; &#9399;    | ⓑ      | U+24D1  | 1-12-34    | &#x24D1; &#9425;    | 丸囲み                   |
| 🄑      | U+1F111 | ‐          | &#x1F111; &#127249; | ⒝      | U+249D  | ‐          | &#x249D; &#9373;    | 括弧付き                 |
| ᴮ      | U+1D2E  | ‐          | &#x1D2E; &#7470;    | ᵇ      | U+1D47  | ‐          | &#x1D47; &#7495;    | 上付き文字               |
| 𝐁      | U+1D401 | ‐          | &#x1D401; &#119809; | 𝐛      | U+1D41B | ‐          | &#x1D41B; &#119835; | 太字                     |
| 𝐵      | U+1D435 | ‐          | &#x1D435; &#119861; | 𝑏      | U+1D44F | ‐          | &#x1D44F; &#119887; | イタリック体             |
| 𝑩      | U+1D469 | ‐          | &#x1D469; &#119913; | 𝒃      | U+1D483 | ‐          | &#x1D483; &#119939; | イタリック体太字         |
| ℬ      | U+212C  | ‐          | &#x212C; &#8492;    | 𝒷      | U+1D4B7 | ‐          | &#x1D4B7; &#119991; | 筆記体                   |
| 𝓑      | U+1D4D1 | ‐          | &#x1D4D1; &#120017; | 𝓫      | U+1D4EB | ‐          | &#x1D4EB; &#120043; | 筆記体太字               |
| 𝔅      | U+1D505 | ‐          | &#x1D505; &#120069; | 𝔟      | U+1D51F | ‐          | &#x1D51F; &#120095; | フラクトゥール           |
| 𝔹      | U+1D539 | ‐          | &#x1D539; &#120121; | 𝕓      | U+1D553 | ‐          | &#x1D553; &#120147; | 黒板太字                 |
| 𝕭      | U+1D56D | ‐          | &#x1D56D; &#120173; | 𝖇      | U+1D587 | ‐          | &#x1D587; &#120199; | フラクトゥール太字       |
| 𝖡      | U+1D5A1 | ‐          | &#x1D5A1; &#120225; | 𝖻      | U+1D5BB | ‐          | &#x1D5BB; &#120251; | サンセリフ               |
| 𝗕      | U+1D5D5 | ‐          | &#x1D5D5; &#120277; | 𝗯      | U+1D5EF | ‐          | &#x1D5EF; &#120303; | サンセリフ太字           |
| 𝘉      | U+1D609 | ‐          | &#x1D609; &#120329; | 𝘣      | U+1D623 | ‐          | &#x1D623; &#120355; | サンセリフイタリック     |
| 𝘽      | U+1D63D | ‐          | &#x1D63D; &#120381; | 𝙗      | U+1D657 | ‐          | &#x1D657; &#120407; | サンセリフイタリック太字 |
| 𝙱      | U+1D671 | ‐          | &#x1D671; &#120433; | 𝚋      | U+1D68B | ‐          | &#x1D68B; &#120459; | 等幅フォント             |

| 記号 | Unicode | JIS X 0213 | 文字参照            | 名称                                    |
| ---- | ------- | ---------- | ------------------- | --------------------------------------- |
| ʙ    | U+0299  | ‐          | &#x299; &#665;      | LATIN LETTER SMALL CAPITAL B            |
| 🄱    | U+1F131 | ‐          | &#x1F131; &#127281; | SQUARED LATIN CAPITAL LETTER B          |
| 🅑    | U+1F151 | ‐          | &#x1F151; &#127313; | NEGATIVE CIRCLED LATIN CAPITAL LETTER B |
| 🅱    | U+1F171 | ‐          | &#x1F171; &#127345; | NEGATIVE SQUARED LATIN CAPITAL LETTER B |

## 他の表現法
| フォネティックコード | モールス符号 |
| Bravo                | －・・・     |

|        |          | ⠃    |
| 信号旗 | 手旗信号 | 点字 |